# Jane's F-15
Jane's F-15 es un simulador de vuelo de combate basado en el avión de combate F-15E Strike Eagle. Tiene dos campañas, la Guerra del Golfo de 1991 contra Irak y otra ficticia contra Irán en el 2002. El motor de gráficos fue mejorado para el Jane's F/A-18.
El juego soportaba gráficos 3dfx, y después se lanzó un parche para soportar gráficos D3D. La cabina virtual fue uno de los primeros de su clase, pero el juego sigue incluyó una cabina 2D que también permite al jugador cambiar entre el piloto y el asiento de la OSM (Oficial de Sistemas de Armas) en la parte posterior de la cabina del piloto para controlar los diferentes multi-muestra funcional.